# Luis Milla
Luis Milla Aspas (Teruel, 12 maart 1966) is voormalig Spaans voetballer en voetbalcoach.

## Loopbaan als speler

### Clubvoetbal
Milla speelde als verdedigende middenvelder. Hij begon met clubvoetbal bij CD Teruel, de club uit zijn geboorteplaats. In 1985 kwam Milla bij de jeugdteams van FC Barcelona. Na een seizoen bij Barcelona B in 1987/88 kwam hij bij het eerste elftal van de club. Milla maakte vervolgens de eerste periode van het Dream Team van trainer Johan Cruijff mee. De middenvelder won met FC Barcelona de Beker voor Bekerwinnaars (1989) en de Copa del Rey (1990). In 1990 volgde na misgelopen onderhandelingen over contractverlenging een transfer naar FC Barcelona's aartsrivaal Real Madrid, waar Milla gedurende zeven seizoenen zou spelen. Met de Madrileense club won hij tweemaal de landstitel (1995, 1997), de Copa del Rey (1993) en de Supercopa de España (1990, 1993). In 1997 vertrok Milla naar Valencia CF, waar hij tot 2001 speelde.

### Nationaal elftal
Milla speelde drie interlands voor het Spaans nationaal elftal, waarin hij geen doelpunten maakte. De middenvelder debuteerde op 15 november 1989 tegen Hongarije en Milla speelde vervolgens nog tegen Zwitserland (13 december 1989) en Tsjechoslowakije (21 februari 1990).

## Loopbaan als trainer
Milla begon als trainer bij UD Puçol in het seizoen 2006/07.
Na een periode als assistent-trainer bij Getafe CF is hij sinds 2008 in dienst als trainer van de Spaanse jeugdelftallen. In 2011 werd Milla met Spanje onder 21 Europees kampioen.
Hij leidde het Spaans olympisch voetbalelftal bij de Olympische Spelen van 2012 in Londen. Op 7 augustus 2012 werd bekendgemaakt dat Milla niet langer bondscoach was van het Olympisch elftal vanwege de slechte resultaten op de Olympische Spelen. Hij werd opgevolgd door Julen Lopetegui.
In 2013 was hij aan de slag bij Al-Jazira, een club uit de Verenigde Arabische Emiraten.
Aan het begin van seizoen 2015/16 keerde hij naar zijn moederland terug en werd hij trainer van CD Lugo, een ploeg die op dat ogenblik actief was in de Segunda División A. Einde februari 2016 werd er een einde aan zijn contract gemaakt.
Het daaropvolgende seizoen 2015/16 startte hij als trainer van reeksgenoot Real Zaragoza. Vier maanden later, na zes opeenvolgende verliezen, werd hij aan de deur gezet.
Op 21 januari 2017 tekende hij een tweejarig contract als bondcoach bij het Indonesisch voetbalelftal.  Hij volgde er de Oostenrijker Alfred Riedl op. Deze laatste was er actief sinds 2010.  Tijdens de maand oktober 2018 werd zijn contract echter opgezegd.

## Erelijst
Als speler
| Competitie          |              |                  |              |              |
| Competitie          | Aantal       | Jaren            |              |              |
| FC Barcelona        | FC Barcelona | FC Barcelona     | FC Barcelona | FC Barcelona |
| ------------------- | ------------ | ---------------- | ------------ | ------------ |
| Internationaal      |              |                  |              |              |
| Europacup II        | 1x           | 1988/89          |              |              |
| Nationaal           |              |                  |              |              |
| Primera División    | 1x           | 1984/85          |              |              |
| Copa del Rey        | 1x           | 1989/90          |              |              |
| Real Madrid         |              |                  |              |              |
| Primera División    | 2x           | 1994/95, 1996/97 |              |              |
| Copa del Rey        | 1x           | 1992/93          |              |              |
| Supercopa de España | 2x           | 1990, 1993       |              |              |
| Valencia CF         |              |                  |              |              |
| Internationaal      |              |                  |              |              |
| UEFA Intertoto Cup  | 1x           | 1998             |              |              |
| Nationaal           |              |                  |              |              |
| Copa del Rey        | 1x           | 1998/99          |              |              |
| Supercopa de España | 1x           | 1999             |              |              |

Als trainer
| Competitie                 | Winnaar    | Winnaar    | Runner-up  | Runner-up  | Derde      | Derde      |
| Competitie                 | Aantal     | Jaren      | Aantal     | Jaren      | Aantal     | Jaren      |
| Spanje –21                 | Spanje –21 | Spanje –21 | Spanje –21 | Spanje –21 | Spanje –21 | Spanje –21 |
| -------------------------- | ---------- | ---------- | ---------- | ---------- | ---------- | ---------- |
| Europees kampioenschap –21 | 1x         | 2011       |            |            |            |            |
| Spanje –20                 |            |            |            |            |            |            |
| Middellandse Zeespelen     | 1x         | 2009       |            |            |            |            |
| Spanje –19                 |            |            |            |            |            |            |
| Europees kampioenschap –19 |            |            | 1x         | 2010       |            |            |

1 De Gea ·
2 Azpilicueta ·
3 Domínguez ·
4 J. Martínez ·
5 I. Martínez ·
6 Alba ·
7 Adrián ·
8 Muniain ·
9 Rodrigo ·
10 Mata ·
11 Koke ·
12 Montoya ·
13 Botía ·
14 Romeu ·
15 Isco ·
16 Tello · 
17 Herrera ·
18 Mariño ·
Coach: Milla